# 삼성 타워팰리스의 계획
삼성 타워팰리스의 계획은 1990년대 후반에 대한민국 서울특별시 강남구 도곡동 타워팰리스 아파트 단지 계획이 있었다.

## 일반 계획

### 도곡동 단지 계획
타워팰리스1은 도곡동 467번지 일대에 위치하며 그림에서 보는 것처럼 매봉터널을 지나 동쪽으로 도곡역과 서쪽으로 매봉역이 있는 남부순환으로 변에 위치한다. 약 40,000평의 부지면적을 가진 도곡 슈퍼 블록 내에 10,000평 대지면적의 타워팰리스 Ⅰ은 규모나 시설 면에서 도곡 타운 그 중심에 있다고 할 수 있다. 자연환경적인 측면에서 본다면 타워팰리스 Ⅰ은 개포공원과 양재천에 직접 면하고 있으며, 남측에 하천을 면하고 있어 향후로도 신축 건물에 의한 일조권 침해의 우려도 없으며, 단지 전체가 가로 장방형을 갖고 있어 채광 조건 역시 뛰어나다고 하겠다. 특히 양재천은 하천 살리기 운동 및 개선 사업을 통해 현재 인근의 많은 주민들이 이용하는 휴식공간을 겸한 산책로와 운동코스로 변모하는데 성공하였다. 도로 및 교통 체계에 있어서는 지하철과 버스를 포함한 대중교통이 인접하고 있고, 남부순환로와 언주로를 통해 강남 시내권으로 진입이 수월한 편이며, 블록을 감싸고도는 대로에서 직접 진입이 가능하도록 계획되었다.

### 타워팰리스 랜드스케잎 및 단지조경 계획
도심 속의 전원도시공간으로 초고층 주거 건축의 랜드마크로서 상징성과 정체성을 부여하고, 주변 토지이용 및 건물 기능과 부합하는 외부환경을 조성하면서 시각적 질을 향상시키는 것이 조경계획의 목표였다. 이를 위해 주거 외부공간에서 주민들의 화합이 가능하도록 하는 시설물과 함께 사계절 분위기를 모두 느낄 수 있도록 하는‘생태 수림화’가 도입되었으며, 덱과 지상층을 통해 공간적인 풍부함과 나무와 꽃을 이용한 조경을 일체화가 이루어졌다. 저층 세대와 같이 고층세대에서 녹지공간을 즐길 수 있도록‘하늘정원’을 두었으며, 이는 입면을 개선하는 효과도 가져왔다. 현재 입주해 있는 주민들은 대지 내 소로와 덱을 이용해 산책을 한다거나 양재천과 함께 연결하여 조깅을 즐기기도 하며 어린이들에게 차량에 대해 안전함이 확보된 데 그와 램프 그리고 1층의 산책로는 좋은 놀이공간으로 이용되고 있다.

### 가로와 데크 조경 계획
도곡 단지 전체에 4계절 녹음과 단풍이 풍성할 수 있는 계획을 하고 인도를 넓게 확장하여 보행자와 어린이에게 안전을 확보함과 동시에 휴게공간을 제공하는 것이 주요 의도이다. 타워팰리스 Ⅰ과 Ⅱ사이를 지 나는중앙로의 가로변에는 2열의 느티나무 가로 군을 엇배치 형식으로 조성하여 여름에는 벤치와 함께 한적한 보도 위의 그늘 휴게공간으로 상가 전면에 계획하였다. 이는 판상형 아파트가 아닌 타워형 초고층 주거로 계획함으로써 지상부 공개공지의 확보가 있었기에 가능한 일이다. (타워팰리스 Ⅰ과 Ⅱ사이 가로의 조경) B동에서 대지 경계를 따라 양재천 변이 위치한다. 지상에서 여유로운 대지는 산책로와 정원들로 구성된 주민을 위한 공간으로 이용되며 이 행위를 위한 소음 차단은 천변의 언덕에 자연적 울타리를 조성함으로써 가능하였다. 모든 시민이 이용하는 천변의 녹지와 단지 주민이 이용하는 산책로 사이에서 (프라이버시와 공공성의 사이에서) 천연 언덕과 식재를 통한 녹지는 좋은 중재안이었다. ( B동 앞의 조경 단면) 초고층 주거건축물의 경우 단지의 규모상 지상 1층에서의 차량 선회 동선이 길어짐으로 지상부에서 사람의 활동에는 많은 제약이 따르고 안전도 확보되기 어려운 것은 피할 수 없는 현실이었다. 이를 위한 대안으로 선택된 것이 지상부에서 사람이 밟을 수 있는 면적을 늘리는 대안 - ’덱’라는 장치였다. 인공 상판을 도입하는 부분에서 조경과 시설물 계획, 충분한 층고 확보, 덱 조경의 토심 확보, 시각 투과의 다양성 제공 등 많은 점검을 통해 덱 이 인공 조형 공간이 아닌 새로운‘지반’으로서 느껴질 수 있도록 했다. (중앙 플라자 덱의 조경 단면) 이처럼 본 단지에서 덱과 로터리는 단지의 동선과 조경 그리고 환경계획 면에서 중심의 위치에 있다. 모든 세대에서 하향 조망이 가능하며 차량 진입시 로터리를 돌면서 맞이하는 중심부의 녹지공간은 마을 어귀의 둥그나 무 같은 지시물 역할을 하게 된다. 덱을 주로 이용하는 단지 주민에게도 로터리와 중앙 조경수는 주민들 전체의 의식 속에 살아있는 마을(단지)의 중심으로 기억될 것이다. 이 밖에도 고층부에서 녹지를 가깝게 접할 수 있는 공간을 두기 위해 옥상정원을 계획하였다.

### 타워팰리스 단지 배치 계획
대지의 전체에 주거용 3개 동을 사행으로 배치하고 업무시설이 포함된 D동을 북서 측에 별동으로 배치하였으며, 북측 가로에 면해 판매시설을 두어 단지 내부가 직접 노출되는 것을 피했다. 각 건물들은 덱 층에 의해서 저층부에서 연결되며 지상부에서 거주민의 활동을 풍요롭게 한다. 대지 남쪽에는 산책로를 두어 양재천 공원과 연결되어 주민을 위한 녹지로 제공된다. 차량 진입은 북쪽을 주출입구로 하며 서쪽에 주출입구가 있다. 방문차량은 상가건물 하부 혹은 서 측면에서 진입하여 로터리를 중심으로 분산되어 이동되고, 주민 차량은 지하 램프를 통해 진입하게 된다. 각 동별로 거주민의 출입동선과 서비스 동선을 달리하였으며, 상가, 오피스텔 출입구와도 구분하였다. 보행자는 차량에 의해 1층에서 Drop - off 형식으로 이루어지거나 도곡역에서 보행자 전용 램프나 계단을 통해 덱으로 진입할 수도 있다.

### 평면 계획
주거용도로 쓰이는 네 개의 건물(A, B, C, D동) 가운데 B동이 6 6층으로 가장 높으며, 각각 규모는 다르지만 전체적인 프로그램 구성은 비슷하다. 저층부 1층과 2층에 주민을 위한 편의시설이 위치하고, 중간층( B동의 경우 3 4층)에도 주민 편의시설이 위치하며 나머지 세대는 주거용으로 쓰이게 된다. 각 층은 4 ~ 6개의 세대로 구성되어 있고, 중앙에 코어를 두고 있는 대칭형 평면으로 안정성을 갖추고 있다. 부대시설 계획에서 타워팰리스 Ⅰ은 일반 판매시설, 타워팰리스 Ⅱ는 슈퍼마켓, 타워팰리스 Ⅲ는 스포츠 시설 등으로 그 기능을 분할하였다. 이런 부대시설의 분담을 통해 타워팰리스 전체가 하나의 단지로 통합화되는 계획을 우선시하였다. 전체 단지의 중앙을 통과하는 4차선 도로변을 따라 녹지를 구성하고 공개공지를 두어 가로변을 녹화함으로써 세 개의 건물 사이에서 보행자와 거주민들이 일체화된 거주 공동체의식을 갖도록 하고자 하였다. 저층부(지상 1 , 2층) 편의시설은 2층이라 하더라도 덱에서 직접 진입이 가능하기 때문에 외부의 놀이시설이나 휴게시설 및 조경공간과 직접 연결이 된다. 주 구성실은 로비, 주민회의실, 택배보관실, 우편물 수취실 이상 1층, 클럽하우스, 데 큰 라운지, 게임방, 비디오방, 노래방, 세탁실 이상 2층이다. 각 동의 중간층에는 연회장, 독서실, 헬스클럽 등이 있다.

### 주거부문 공용시설 계획
- 로비, 라운지: 외부손님의 대기 및 접대, 차량 탑승 전의 가족간에 대화 및 대기장소로 활용되며, 진출입의 완충공간 역할을 하게 된다. 로비에는 외부인의 출입을 통제할 수 있는 관리실이 있다. 라운지는 1층 공간과 오픈 처리되어 있어 다양한 연출이 가능하며 데크의 놀이터와도 시각적으로 연계되어 있기도 하다.
- Conference Room: 주민 공동체 행위를 보조하기 위한 시설로 각동 주민들의 회의장과 간단한 업무 및 강습회장으로 이용되며 각종 전자기기들을 설치하여 필요한 정보의 송수신이 가능하다.
- 클럽하우스: 각 동 주민들이 간단한 모임을 할 수 있는 사교의 공간으로 쓰이며, 간단한 음료를 준비할 수 있는 Pantry도 부속되어 있다.
- 영화감상실, 노래방- Projector 및 100인치 스크린을 설치하고 Video 및 DVD 겸용 영상장치를 공급하여 단지 내에서 편안하게 문화생활을 즐길 수 있는 공간으로 제공된다.
- 유아놀이방: 입주자가3 ~ 5세의 어린이들이 놀이와 휴식을 할 수 있는 곳으로 옥외 놀이터와 연계시켰다.
- 연회장: 가족과 이웃간의 행사 및 세미나등을 위한 공간으로 제공되며 간단한 조리를 할 수 있는Pantry 설치했다.
- 독서실: 청소년들의 학습 공간으로 제공되며 Security System을 도입하여 출입이 관리되도록 구성하였다.
- 게스트룸: 외부친인척의방문시혹은접객인을위한호텔형숙소공간이다.
- 택배, 우편물 수취실: 1층 주현관 입구에위치하여 개인의 프라이버시와 보안을 고려하여 세대수에 따른 적정 공간을 확보하였다.

### 입단면 계획
입면계획 및 부분별 마감재료 계획- 도곡 단지 전체의 프로젝트 콘셉트는 과거-현재-미래를 보여 주는 것에 있다. 그 안에서 타워팰리스 Ⅰ은 전통적이며 풍요로움(과거)을 보여줄 수 있어야 하므로, 좌우대칭의 안정적인 배치와 옅은 브라운 계열의 재료를 사용하였다. 또한 전체적으로 산형(山形)의 스카이라인이 형성되도록 건물의 입면계획 및 저층부 조형 계획을 수립하였다.
브라운 계열의 알루미늄. 그릴은 고전적이고 온화한 색상이며, 저층부의 화강석은 하부에 시각적 무게를 실어줌으로써 세장비가 높은 건물에 안정감을 가져다준다. 조명설계를 함에 있어 B o d y 부분의 북측 공용부에는 수직의 샤프트가 상승하는 느낌을 주기 위해 같은 곳에 조명을 강하게 주어 멀리서 보아도 날씬한 빛이 솟아오른 조명을 쉽게 볼 수 있도록 했고, 헤드 부분은 고전적인 모임지붕 형태를 적용하여 시각적인 부담을 줄이고 조명 설치로 그 단순한 형태를 드러내어 야간에 조명으로 인한 스카이라인과 조명이 이루는 시각적 아름다움을 극대화하고자 했다.
- 수직 수송계획: 엘리베이터는 승용(저층용/고층용)과 화물 전용(이삿짐, 비상 겸용), 쓰레기 전용으로 구분되며, 지하층과 로비공간을 연결하는 별도의 셔틀 엘리베이터가 운행된다. 저층용과 고층 용의 근 관리를 통해 적정 대기시간을 확보하는 것이 가장 중요하다. 또한 승용, 화물용, 쓰레기용 등 기능적으로 분리되어 운영되어야 한다.

### 인테리어 계획
- 기능중심의 공간구성: 가용공간을 최대한 확보하

공간을 설치해 집안을 더욱 넓게 사용할 수 있도록 계획하였다.
- 동선 중심의 설계: 주부의 동선을 고려해 가구를 배치하고 가사일의 편의를 돕기 위해 주방에는 첨단 설비를갖춘다.
- 개성 존중의 인테리어: 동양적 감성과 모던 스타일을 조화시켜특별한 품격을 연출하고 최상의 휴식을 위해 다양한 조명과 우아한 디자인 소품을 배치한다.
- 가족 중심의 스타일: 개인공간은 각종 첨단 설비를 갖추어 생활에 편리함을 제공하고 공용공간은 편안함을중심으로분위기연출하였다.
- Built-in Furniture: 생활문화패턴의 변화에 따라 거실 중심의 가족 공간 개념이 강화되면서 좁은 공간이나 사용하지 않는 방, 그리고 발코니 공간에 붙박이 가구를 설치하여 완벽한 수납공간을 제공함으로써 침실과 거실 공간을 여유있게 사용할 수 있으며, 수납공간에 따라 규격별로 벽에서 벽까지 바닥에서 천정까지 공간의 규모와 실내 분위기에 따라 빈 공간없이 조립 설치하고, 설계시 다른 시스템과의 적절한 조화를 통해 인테리어의 효과를 충분히 발휘한다. 붙박이 가구는 수납공간의 효율을 극대화하며 옷장, 이불장, 책장등기타 생활용품을 보관하는 기능을 갖는다. 도어 사양에 따라 벽지, 바닥재, 문, 창호 등 다른 인테리어 요소와의 조화가 용이하며 다른 가구의 사용을 불필요하게 하여 공간에 정돈된 이미지를 부여하고 인테리어 소품. 사진액자, 장식품 등을 진열하는 장식장의 역할로 개별적인 배치가 가능하다.
- Kitchenette System: 문화가 바뀌고 생활양식이 달라지면서 주방이란 개념은생활의 공유 공간이 됨.

핵가족 단위의 주거형태는 주방을열린 공간으로 변화시켰으며, 식생활 전용공간이던 주방은 가족 공동공간으로서의 이용률이 높아지고, 또한 고도로 발달된 기술과 어우러져 주방의 유형이나 기능 등이 점차로 시스템화, 지능화되어, 가전기기, 각종 유틸리티 등이 통합된 시스템이 부엌가구에 적용되어 현대적 의미로 주방가구의 역할이변화하게 되었다. 다양한 구조의 설계로 기능성을 강조하며, 각종 부엌 기기를 가구 속에 내장시켜 깔끔하고 아름다운 부엌을 연출하는빌트인 키친 시스템으로 이루어져 있다.

### 세대내각실 계획
- Image Wall: 현관에 들어서자마자 마주하게 되는 예술 지향적 문화 공간으로 방문자가 집안의 품격을 그대로 느낄 수 있는 공간이다.
- 서재 겸 라이브러리: 서재, 아트리움 등 다양한 용도를 가진 공간으로 차분한 분위기로 연출하여 휴식을 위한 공간으로 이용한다.
- 조명 컨트롤 시스템: 각 공간마다 조명을 자동으로 조절할 수 있는 시스템으로 사용 목적에 맞추어 조도를 조절할 수 있어 실내 분위기를 가족이 원하는 대로 연출 가능하도록 설치하였다.
- 게스트 전용 욕실: 손님의 Privacy를 충족시킬 수 있도록 독립적으로 배치하였으며, 편안하고 따뜻한 분위기의 인테리어는 안락함을 제공한다.
- 기능 미학적 욕실: 분리된 욕조와 샤워부스, 용도에 따라 구분된 2개의 세면대 등 기능과 품격을 갖춘 디럭스 한 부부욕실이다.
- 분리된 세탁공간: 상부에는 전동 빨래건조대, 하부에는 Built-in 드럼식 세탁기를 갖추어 세탁과 건조가 한 번에 해결 가능하다.
- 드레스룸, 파우더룸: 안방을 차지하던 장롱과 화장대를 업그레이드해 마련한 별도의 공간으로 폭과 높이를 충분하게 확보한 수납공간이다.
- 다기능 발코니: 가족 개개인의 필요에 따라 실내정원, Sun Room, 수납공간, 운동공간 등 다양하게 이용할 수 있는 곳으로 내부 설계의 효용성과 기능성을 갖춘 다기능 공간이다.

### 주민체육시설 계획
- Dry Health: 각 동 중간층에 위치하여 외부 조망이 가능하며 다양한 운동기구들이 설치된 공간이다.
- 골프 연습장: 총 29타석 규모의 실내연습장과 외부 퍼팅 연습장이 설치되며 자동화 시스템을 도입하였다.
- 수영장: 4레인, 길이 20m, 수심 1.1m ~ 1.3m의 성인용 수영장이며 오존수 처리 방식을 통하여 수질 관리를 하며 코치실, 응급실을 설치하여 수영강습 및 간단한 응급처치가 가능하다. ·사우나- 수영장 및 골프 연습장의 이용객을 위한 건식 사우나 dock, 샤워부스 및 냉탕, 온탕의 기능을 갖추고 편안한 휴식처로 제공된다. 배출 수는 조경수로 재활용되는 환경 친화적인 공간이다.

## 평형대별 계획

### 57평형
- 3LDK + 2BATH
- 전망이좋은북측에거실배치
- 거실, 식당, 주방의통합으로실내개방감극대화
- 거실을중심으로부부와자녀공간분리
- 드레스룸설치로안방의프라이버시확보

### 69평형A 타입
- 3LDK + 가족실 + 2BATH
- 가족실도입으로독립적자녀공간확보
- 주거독립성이고려된대형부부전용공간
- 고급스러운거실계획
- 전실을통한침실의프라이버시강화
- 욕실과드레스룸을통합, 침실의프라이버시 강화

### 69평형B 타입
- 부부공간과가족실을중심으로한자녀공간분리
- 넓은드레스룸을갖춘안방기능강화
- 거실, 식당, 주방의일체공간화
- 넓은드레스룸을갖춘안방기능강화
- 거실, 식당, 주방의일체공간화
- 고급스러운부부공간
- 다목적활용이가능한한실(안방) 계획

### 73평형
- 3LDK + 가족실 + 2bath
- 공적공간과사적공간의명확한분리
- 부부공간과자녀공간의분리
- 거실, 식당, 주방의일체공간화(독립적분리도가능)
- 수납공간강화
- 침실수최대확보
- 코너거실에의한전망확보

### 102평형
- 4LDK + 가족실 + 3BATH
- 부부 공간과 가족실을 중심으로한 자녀공간 분리 (2세대동거형)
- 고급스러운느낌의거실공간
- 수납공간강화

## 구조 및 설비 계획

### 구조 계획
국내 초고층건물의 경우 지진이나 강풍 등의 수평하중에 대한 건물의 안전 문제가 가장 중요하다. 더욱이 초고층은 풍 하중에 대한 영향을 가장 많이 받게 되므로 이에 대한 적절한 평가와 분석이 필요하다. 풍하중에 의한 문제점들로는 구조체의 변형 및 파손, 외장재의 파손 및 비산, 보행자 장해, 오염물, 비산등의풍환경악화 등이 있다. 구조적인 문제로 사용성이나 거주성에도 수평방향 진동이라든가 바닥 진동이 발생하기도 한다. 또한 하중의 증가에 따른 수직부재의 변위 차를고려한 보정 작업이 필요하다. 이를 해결하기 위해서는풍동실험 및 해석을 통한 적정한 구조적 대응, 사용성 및 거주성 평가에 따른 거주성 증진 방안 마련, 기둥 축소량 보정 작업 등이 요구된다.

### 설비 계획
초고층 설비계획시 기본방향은 다음 네 가지로 요약될 수 있다. 저렴한 운전비(경제성), 건축내장및 외관과의 조화(건축과의 조화), 쾌적성 및 사용의 간편성(쾌적성), 조작관리성 및 안정성(기능성)이 그것이다. 경제성 측면에서는 건물열 성능을 최대화하고 비사용실의 냉난방을 배제하며, 안전한 시스템의 저렴한 초기 투자비와 냉방범위를 적정하게 선정해야 한다. 건축물과의 조화를 꾀하기 위해서는 실외기의 위치를 디자인 측면과 조화시켜 타워형 아파트 특징에 부합해야 하며 세대내환기성능에 유의해야 한다. 또한 온돌 문화에 대응하고 냉방시 기류 분포의 분산화가 필요하며, 실내외 소음을 고려하여 내구성을 강화해야 하고, 기기의 고장에 적극 대처할 수 있어야 한다. 기능적인 측면에서도 소용공간을 최소화하면서도점검, 수리, 교환이 용이 해야 할 것이다.
타워팰리스Ⅰ의 열원설비는 냉열원의 경우 멀티존패키지 에어컨 설치를 통해 단위세대에 공급하며, 중앙공급방식으로 공용부에 공급한다. 온열원은 지역난방방식으로 1차측 열교환기를 각 동의 고층부 및 저층부로 분리하여 공급한다. 공조방식은 세대는 개별 멀티존 패키지 에어컨, 공용부는 AHU를 통해 한다. 난방의 경우 세대는 복사난방 형식을 취하며, 급수설비는 고가수조 병렬 양수식 하향 공급방식을 도입해 급수원은 시수만 사용하고 동별 6개 zone으로 구분하여 공급하며, 초고층부(5개층)는 펌프 가압공급 방식을 적용한다. 오배수의 분리방법은 탄천 하수처리장 관거에 직접 방류하는 것으로 했으며, 트랜스퍼 층을 기점으로 상부와 하부2개의 존으로 분리하여 배관하였다. 환기방식으로는세대침실과거실은전열교환식환기유니트와 덕트를 이용했고 발코니에 환기 유니트를 따로 설치하였다. 다용도실과 주방에는 zone별 중앙 급배기 방식을 도입했으며, 이 역시 저층, 고층, 초고층으로 분리하였다. 지하주차장은 풍도와 부스터 팬을 이용하게 된다.

## 같이 보기
- 삼성 타워팰리스